# Janusz Palikot
Janusz Marian Palikot (Biłgoraj, 26 ottobre 1964) è un politico polacco.
È membro della camera dei deputati della Polonia e fondatore del partito politico polacco Movimento Palikot.